# Pont-de-l’Arche
 Pont-de-l’Arche  ist eine französische Gemeinde mit 4130 Einwohnern (Stand 1. Januar 2022) im Département Eure in der Region Normandie. Sie gehört zum Arrondissement Les Andelys und zum Kanton Pont-de-l’Arche.

## Geschichte

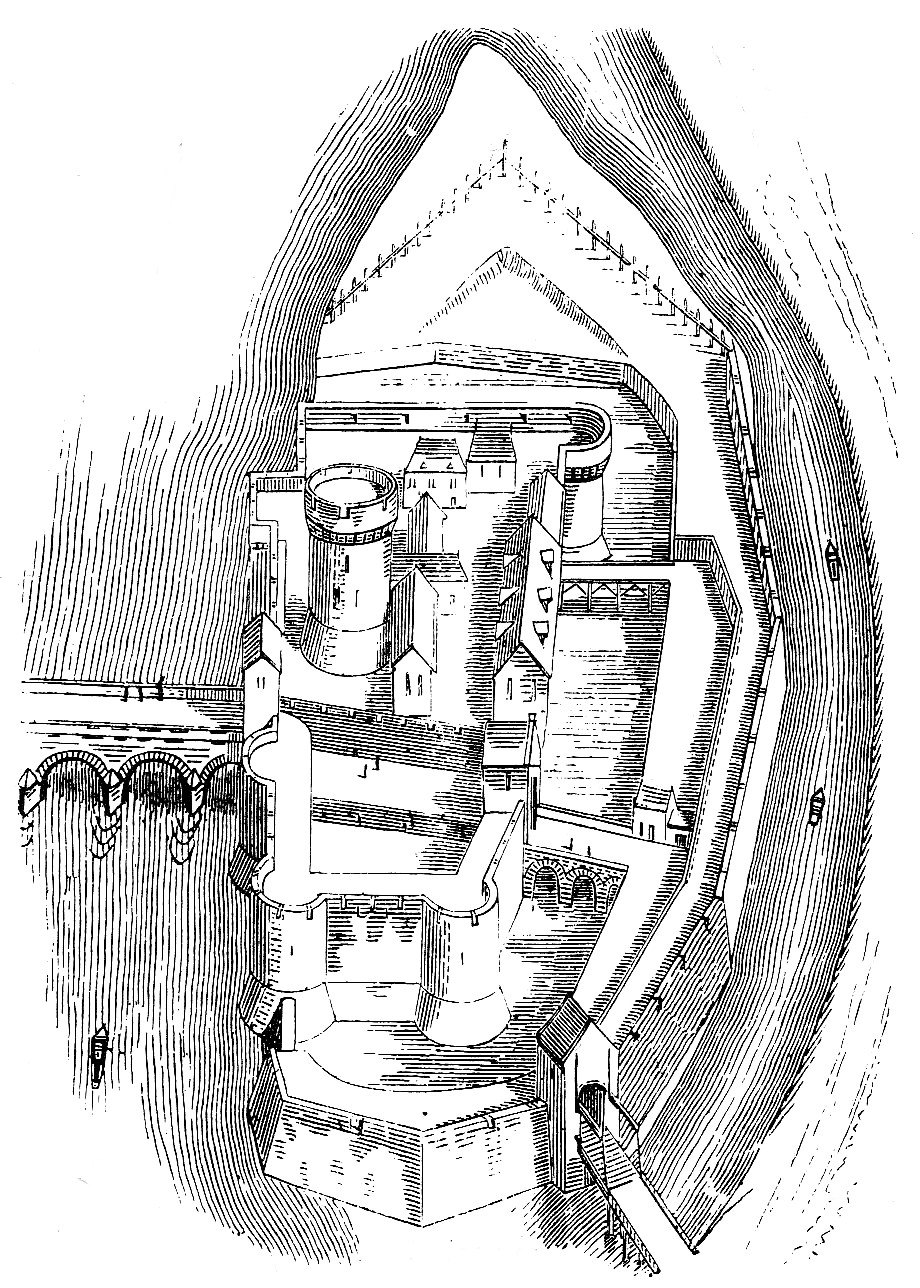
Châtelet von Pont-de-l’Arche (Eugène Viollet-le-Duc)

Pont-de-l’Arche wurde im 9. Jahrhundert gegründet, um als Bollwerk gegen die eindringenden Normannen zu dienen. Ab 862 wurde eine Holzbrücke über Seine und Eure gebaut, die an den Ufern mit Festungen (Châtelets) gesichert wurde. Um 869 waren Brücke und Châtelets fertiggestellt. An der Brücke  und dem zugehörigen Treidelpfad entwickelte sich die Gemeinde.
Nachdem in Rouen 1557 und in Évreux 1559 eine offizielle reformierte Kirche eingerichtet worden war, folgte Pont-de-l’Arche diesem Beispiel. Die protestantische Kirche in Pont-de-l’Arche bestand nicht länger als bis zur Aufhebung des Edikts von Nantes mit dem Edikt von Fontainebleau im Jahr 1685.
Im Zweiten Weltkrieg (1939–1945) wurde Pont-de-l’Arche am 13. Juni 1940 von der deutschen Wehrmacht eingenommen. Im Sommer 1944 während der Operation Overlord wurde die Ortschaft durch die Alliierte Luftwaffe bombardiert.

### Bevölkerungsentwicklung
| Jahr      | 1962 | 1968 | 1975  | 1982 | 1990 | 1999 | 2007 | 2018 |
| Einwohner | 2308 | 2737 | 2.883 | 2456 | 3022 | 3507 | 4004 | 4151 |

## Sehenswürdigkeiten
- Kirche Notre-Dame-des-Arts (16. Jahrhundert)
- Kloster Bonport (Monument historique)
- Reste der Stadtbefestigung (Monument historique)

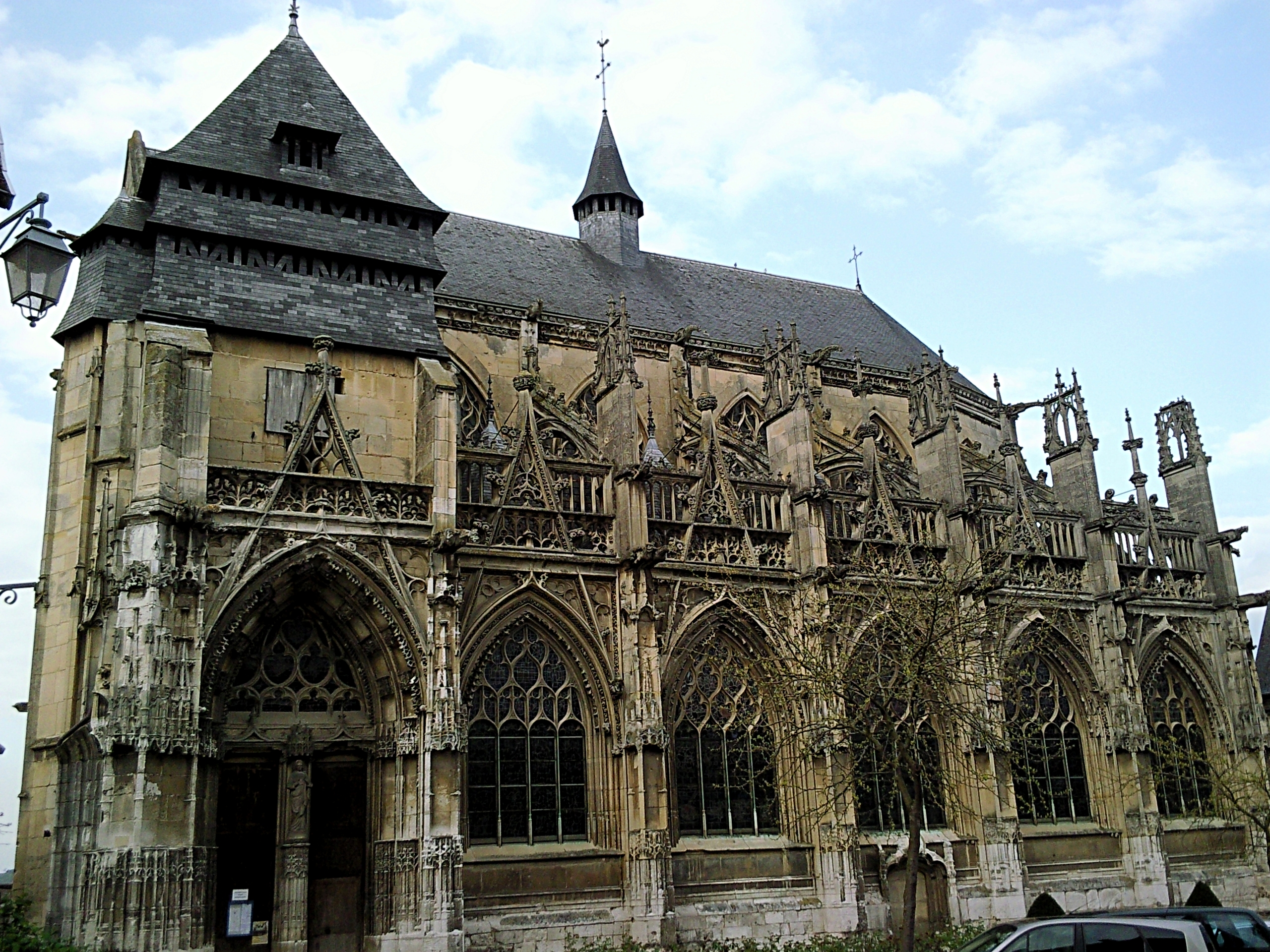
Kirche Notre-Dame-des-Arts

## Wirtschaft
Auf dem Gemeindegebiet gelten geschützte geographische Angaben (IGP) für Schweinefleisch (Porc de Normandie), Geflügel (Volailles de Normandie) und Cidre (Cidre de Normandie und Cidre normand).

## Persönlichkeiten
- Jules Massenet (1842–1912), Opernkomponist, wohnte in Pont-de-l’Arche
- Jacques-Henri Lartigue (1894–1986), Fotograf und Maler, wohnte in Pont-de-l’Arche